# Mesjid Beuah
Mesjid Beuah is een bestuurslaag in het regentschap Pidie van de provincie Atjeh, Indonesië. Mesjid Beuah telt 390 inwoners (volkstelling 2010).